# ان‌جی‌سی ۳۲۸۱
ان‌جی‌سی ۳۲۸۱ (انگلیسی: NGC 3281) نام یک کهکشان در صورت فلکی تلمبه است.